# Odanak
La bande d'Odanak (officiellement : Odanak 72) est une bande autochtone canadienne du Québec de la Première Nation des Abénakis. Elle possède la réserve d'Odanak 12,  située dans la région du Centre-du-Québec. En 2018, la bande avait une population inscrite totale de 2 526 membres. Celle-ci est gouvernée par un conseil de bande et est affiliée au Grand Conseil de la Nation Waban-Aki.

## Dénomination
Avant que la réserve prenne le nom d'Odanak, la bande était nommée les Abénakis de Saint-François-de-Sales ou les Abénakis de Pierreville, du nom du village voisin. 

## Démographie
Les membres de la Première Nation d'Odanak sont des Abénakis, un peuple algonquien. En avril 2018, celle-ci avait une population inscrite totale de 2 526 membres dont 2 222 vivaient hors réserve.

## Géographie
La bande d'Odanak possède une seule réserve, qui est officiellement nommée Odanak 12. Cela dit, la majorité des membres de la Première Nation vivent hors réserve. La réserve d'Odanak 12 est située à 24 km à l'est de Sorel dans la région administrative du Centre-du-Québec. Celle-ci couvre une superficie de 578 hectares.

## Gouvernement
La bande indienne d'Odanak est gouvernée par un conseil de bande élu selon un mode de scrutin basé sur la section 10 de la Loi sur les Indiens. Pour le mandat 2017 - 2019, celui-ci est composé du chef Richard O'Bomsawin et de quatre conseillers. La bande est affiliée au Grand Conseil de la Nation Waban-Aki.